# Legamento tiroepiglottico
Il legamento tiroepiglottico è un legamento intrinseco della laringe che collega l'epiglottide e la cartilagine tiroidea. In particolare, collega il peduncolo dell'epiglottide all'angolo formato dalle due lamine della cartilagine tiroidea, poco al di sotto dell'incisura tiroidea superiore.